# Georgía Ellináki
Georgía Ellináki (en grec moderne : Γεωργία Ελληνάκη), née le 28 février 1974 à Athènes, est une joueuse de water-polo internationale grecque qui évoluée au poste de gardienne de but. Elle remporte la médaille d'argent lors Jeux olympiques d'été de 2004 avec l'équipe de Grèce.

## Palmarès

### En sélection
- Grèce
  - Jeux olympiques :
    - Médaille d'argent : 2004.